# Australische Badmintonmeisterschaft 2025
Die Australische Badmintonmeisterschaft 2025 fand vom 15. bis zum 18. April 2025 in Hobart statt. 

## Sieger und Platzierte
| Disziplin    | Gold                                      | Silber                            | Bronze                                   |
| ------------ | ----------------------------------------- | --------------------------------- | ---------------------------------------- |
| Herreneinzel | Muhammad Rafi Zafran Ferary               | Jack Yu                           | Ricky Tang                               |
| Herreneinzel | Muhammad Rafi Zafran Ferary               | Jack Yu                           | Shrey Dhand                              |
| Dameneinzel  | Tiffany Ho                                | Faye Huo                          | Bernice Teoh                             |
| Dameneinzel  | Tiffany Ho                                | Faye Huo                          | Yuelin Zhang                             |
| Herrendoppel | Rizky Hidayat Ismail Frengky Wijaya Putra | Ting Yuan Kuo Andika Ramadiansyah | Keith Mark Edison Jack Yu                |
| Herrendoppel | Rizky Hidayat Ismail Frengky Wijaya Putra | Ting Yuan Kuo Andika Ramadiansyah | Kanki Igawa Yi Hern Ooi                  |
| Damendoppel  | Gronya Somerville Angela Yu               | Kaitlyn Ea Citra Putri Sari Dewi  | Sylvinna Kurniawan Nozomi Shimizu        |
| Damendoppel  | Gronya Somerville Angela Yu               | Kaitlyn Ea Citra Putri Sari Dewi  | Sydney Tjonadi Victoria Tjonadi          |
| Mixed        | Andika Ramadiansyah Nozomi Shimizu        | Rizky Hidayat Ismail Kaitlyn Ea   | Steven James Stallwood Gronya Somerville |
| Mixed        | Andika Ramadiansyah Nozomi Shimizu        | Rizky Hidayat Ismail Kaitlyn Ea   | Frengky Wijaya Putra Dian Permata Sari   |